# Tropidoturris simplicicingula
Tropidoturris simplicicingula é uma espécie de gastrópode do gênero Tropidoturris, pertencente a família Borsoniidae.